# Pavage trihexagonal deltoïdal
Le pavage trihexagonal deltoïdal est, en géométrie, un pavage du plan euclidien constitué de cerfs-volants. C'est le dual d'un pavage semi-régulier : le pavage petit rhombitrihexagonal.